# Badland (film, 2019)
Pour plus de détails, voir Fiche technique et Distribution.
Badland est un western américain sorti en 2019, réalisé par Justin Lee.

## Synopsis
Une dizaine d'année après la Guerre de Sécession, Matthias Breecher, détective de Pinkerton et vétéran de l'armée du Nord, est engagé par l'un des premiers sénateurs afro-américains pour traquer trois criminels de guerre confédérés. En début du film, il abat l'ancien général confédéré Corbin Dandridge dans sa grange du Mississippi.
Breecher se dirige ensuite vers l'ouest, à la recherche de sa prochaine cible, Reginald Cooke. En chemin, il rencontre le chasseur de primes Harlan Red. Breecher retrouve Cooke dans sa ferme et apprend qu'il est en train de mourir d'une pneumonie, soigné par sa fille, Sarah. Breecher décide de ne pas tirer ni pendre Cooke, mais de rester dans sa ferme jusqu'à ce qu'il meure de la maladie. Durant son séjour, il se lie d'amitié avec Sarah.
Breecher se rend chez un propriétaire voisin, Fred Quaid. Il lui offre de l'argent s'il cesse de menacer les Cooke afin de lui vendre leurs terres. Quaid propose de les laisser tranquilles si Breecher parvient à vaincre son homme de main au combat. Breecher accepte et remporte le combat, puis retourne à la propriété des Cooke. Le lendemain, cependant, Quaid et plusieurs hommes attaquent la propriété des Cooke. Breecher et Sarah Cooke les repoussent. Reginald sort avec une arme pour les aider, mais est abattu par Quaid, lui-même tué par Breecher. Après avoir aidé Sarah à enterrer son père, Breecher se dirige vers l'ouest, au Nouveau-Mexique, à la recherche de l'ancien capitaine confédéré Huxley Wainwright.
Séjournant dans un saloon, Breecher rencontre Wainwright devenu shérif après une fusillade dans le saloon. Wainwright se méfie des nouveaux arrivants depuis qu'il ne reçoit plus de lettres de Dandridge. Tôt le lendemain matin, il fait empoigner Breecher et l'attacher à une chaise. Wainwright découvre que Breecher est détective après avoir vu son badge et les mandats qu'il porte. Il le fait maltraiter, puis ordonne à deux de ses hommes de l'enterrer vivant à l'extérieur de la ville.
Breecher reprend connaissance alors que les hommes de Wainwright creusent sa tombe, les tue tous les deux et s'enfuit. Il se rend à l'église du bourg où il trouve Alice Hollenbeck, la serveuse du saloon, en train de prier. Il lui confie un message à transmettre à son patron, le sénateur Benjamin Burke. Elle revient avec la réponse de Burke : Breecher 
doit faire preuve de discernement et agir « par tous les moyens nécessaires ».
Après lui avoir remis une lettre adressée à Sarah Cooke, Breecher ordonne à Alice de se cacher jusqu'à la fin des combats et quitte l'église. Il se rend au saloon et combat les hommes de Wainwright. Wainwright, survivant, provoque Breecher dans un duel où ils sont tous deux blessés. Breecher survit à sa blessure, donne l'insigne de shérif de Wainwright à Alice et quitte la ville, s'effondrant plus tard dans un bosquet.
Harlan Red le retrouve et panse ses blessures. En remerciement, Breecher indique à Red où trouver le corps de Wainwright pour toucher la prime. Breecher poursuit sa route et atteint finalement la propriété des Cooke, où il retrouve Sarah.

## Fiche technique
- Titre américain : Badland
- Réalisation : Justin Lee
- Scénario : Justin Lee
- Genre : western
- Musique : Jared Forman
- Production : Kevin Makely pour Papa Octopus Productions
- Photographie : Idan Menin
- Montage : Michael Tang
- Durée : 117 min
- Pays de production :  États-Unis
- Langue originale : anglais
- Date de sortie :
  - États-Unis : 28 septembre 2019[2]
  - France : 1er octobre 2020[2]

## Distribution
Sauf indication contraire, les informations mentionnées dans cette section peuvent être confirmées par la base de données cinématographiques IMDb,  présente dans la section « Liens externes ».
- Kevin Makely : Matthias Breecher
- Mira Sorvino : Sarah Cooke
- Bruce Dern : Reginald Cooke
- Wes Studi : Harlan Red
- Trace Adkins : Général Corbin Dandridge
- James Russo : Fred Quaid
- Jeff Fahey : Huxley Wainwright
- Amanda Wyss : Alice Hollenbeck
- Tony Todd : Sénateur Benjamin Burke[3]
- Megan Therese Rippey : Nellie Lyle
- Todd A. Robinson : Leonard Black